# 春日部八幡神社
春日部八幡神社（かすかべはちまんじんじゃ）は埼玉県春日部市にある神社である。

## 祭神
- 誉田別尊（応神天皇）
- 息長足姫尊（神功皇后）
- 武内宿禰命
- 豊受姫命

## 歴史
創建年度は不詳。一説には元弘年間（1331年から1334年）に、新田義貞の武将、春日部重行（春日部治部少輔時賢（かすかべじぶしょうゆときかた））が鶴岡八幡宮から勧請したことが始まりと伝えられている。そのため、春日部八幡神社では武内宿禰命が祭られており、また特徴となっている。
1873年（明治6年）、郷社に列格され、1907年（明治40年）4月には幣帛供進社に指定された。

## 境内

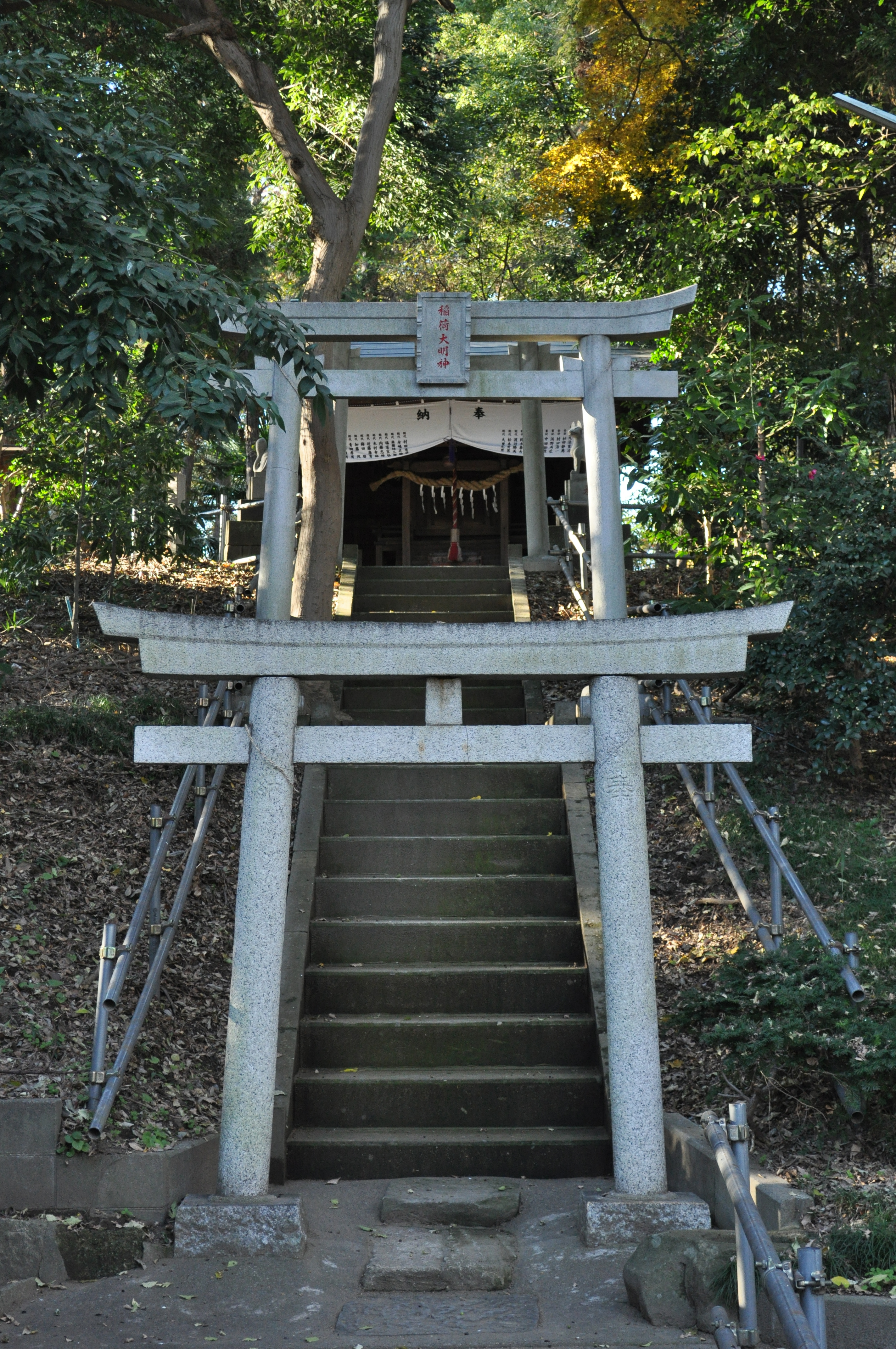
稲荷大明神

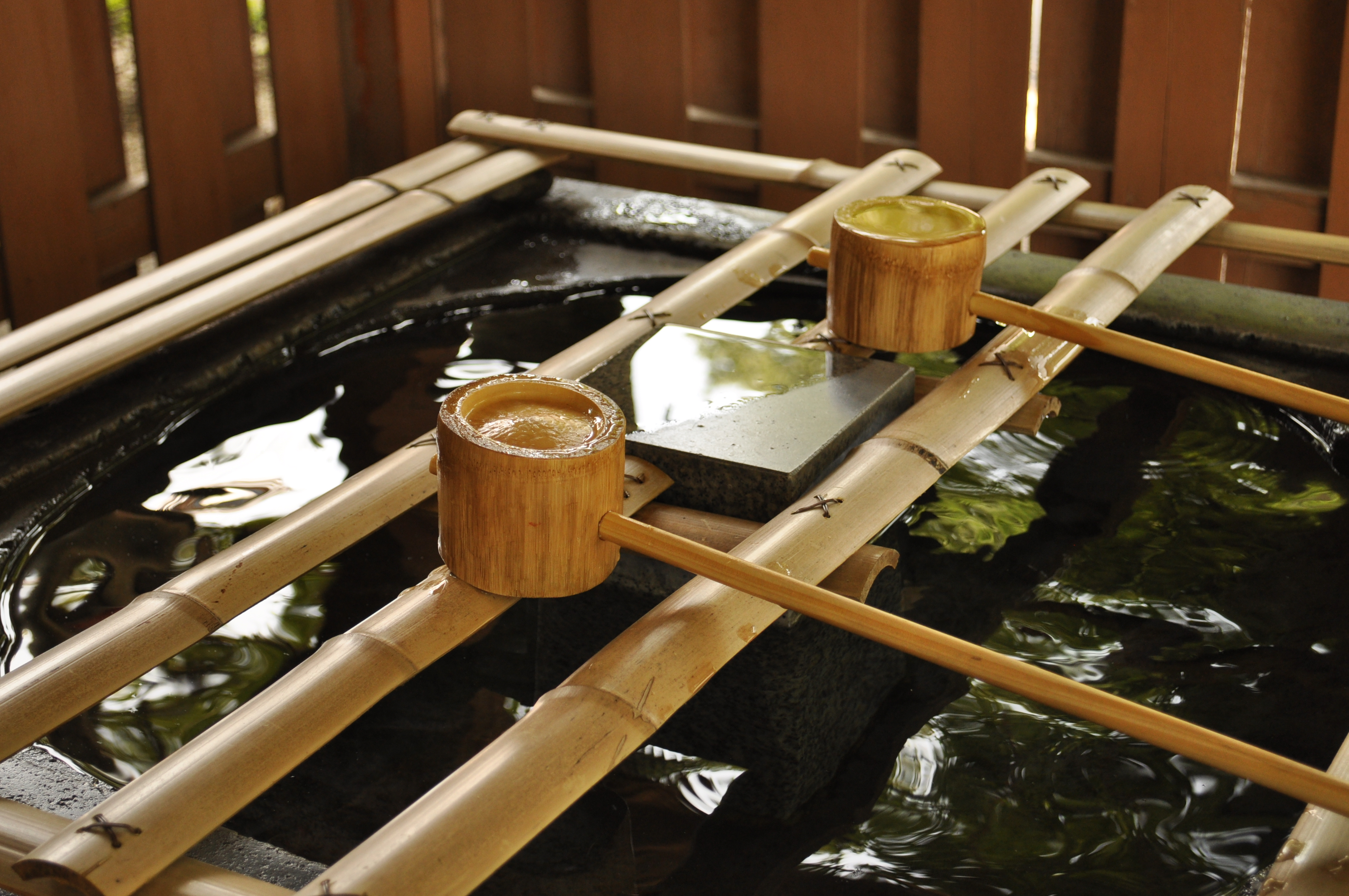
手水屋

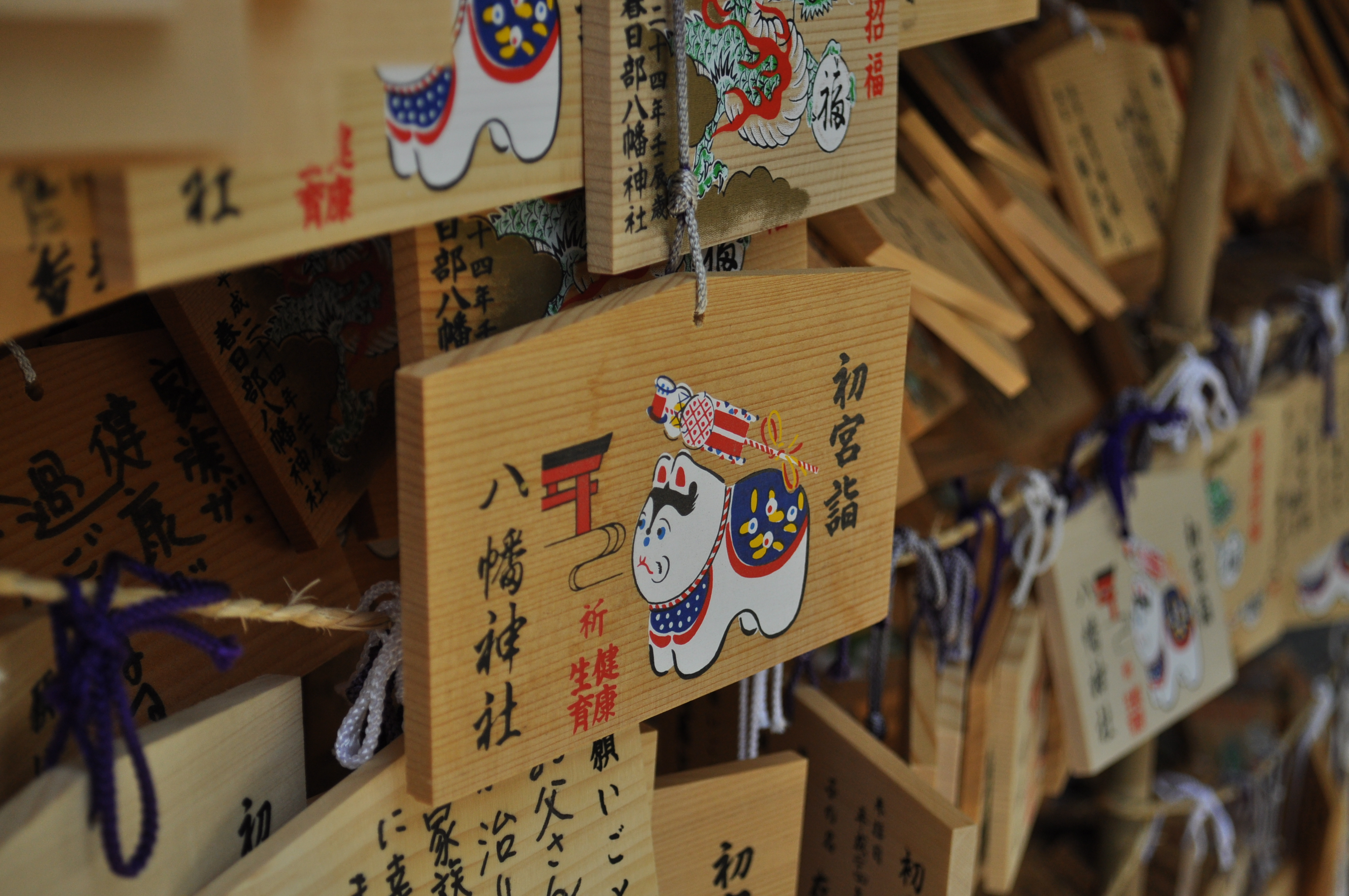
奉納された絵馬

- 浜川戸砂丘

## 祭事
- 歳旦祭（1月1日）
- 節分祭（2月の節分の日）
- 祈年祭（2月18日）
- 大祓式（6月30日）
- 例大祭（10月15日）
- 七五三祭（11月15日）
- 感謝祭（11月23日）
- 大祓式（12月31日）
- 月次祭（毎月1日、15日）

## 現地情報
所在地
埼玉県春日部市粕壁字浜川戸5597
交通アクセス
- 東武野田線八木崎駅下車徒歩5分
- 東武伊勢崎線春日部駅下車徒歩15分